# ديوغو دوس سانتوس ليما
ديوغو دوس سانتوس ليما (بالبرتغالية: Diogo dos Santos Lima‏) هو لاعب كرة قدم برازيلي في مركز الوسط، ولد في 27 ديسمبر 1985 في إيتابونا في البرازيل. لعب مع نادي كروزيرو.